# Gilles Cohen
Gilles Cohen (* 15. August 1963 in Paris) ist ein französischer Schauspieler und Bühnenregisseur.

## Leben
Gilles Cohen wurde 1963 in Paris geboren. Er besuchte die Cours Florent. Danach begann er eine Karriere am Theater.
Cohen war mit Emmanuelle Devos verheiratet. Sie haben zwei Söhne.
1978 hatte Cohen bei dem Film Die Klassenlehrerin erstmals eine Rolle inne. 2008 erhielt er seine erste Rolle in der Fernsehserie Adresse inconnue. In der Fernsehserie Vous les femmes spielte er 2008 erstmals eine durchgehende Rolle. 2015 bis 2018 hatte Cohen in 26 Folgen der Fernsehserie Büro der Legenden eine Rolle inne.
2021 erhielt er den Ordre des Arts et des Lettres.

## Filmografie
- 1978: Die Klassenlehrerin (La Clé sur la porte)
- 1985: Parking
- 1985: L’affaire des divisions Morituri
- 1985: Drei Männer und ein Baby (Trois hommes et un couffin)
- 1989: Milch und Schokolade (Romuald et Juliette)
- 1992: Ein Vampir im Paradies (Un vampire au paradis)
- 2001: Chaos
- 2004: Das Leben ist seltsam (Rois et Reine)
- 2005: Der wilde Schlag meines Herzens (De battre mon cœur s’est arrêté)
- 2005: Netter geht’s nicht (Gentille)
- 2006: Die Verlegerin und der Autor (Les ambitieux)
- 2006: L’école pour tous
- 2007: Ma place au soleil
- 2007: Actrices – oder der Traum aus der Nacht davor (Actrices)
- 2007: Le temps d’un regard
- 2007: La Clef
- 2008: The Protocol – Jeder Tod hat seinen Preis (Le Nouveau Protocole)
- 2008: Adresse inconnue (Fernsehserie, Folge 1x02)
- 2008: Das Mädchen aus Monaco (La Fille de Monaco)
- 2008: Vous les femmes (Fernsehserie, 3 Folgen)
- 2009: La vraie vie d’Omar & Fred (Fernsehfilm)
- 2009: Venus und Apoll (Vénus et Apollon, Fernsehserie, 8 Folgen)
- 2009: Ein Prophet (Un prophète)
- 2009: La différence, c’est que c’est pas pareil
- 2009: Sweet Valentine
- 2009: Je ne dis pas non
- 2009: Ruhelos (Persécution)
- 2009: Des gens qui passent (Fernsehfilm)
- 2010: Engrenages (Fernsehserie, 8 Folgen)
- 2010: Pauline et François
- 2010: Special Treatment (Sans queue ni tête)
- 2011: Une pure affaire
- 2011: Falsches Spiel (Le Roman de ma femme)
- 2011: Légitime défense
- 2011: Les Yeux de sa mère
- 2011: Voir la mer
- 2011: Les tribulations d’une caissière
- 2012: Crawl
- 2013: It Boy – Liebe auf Französisch (20 ans d’écart)
- 2013: Die Nonne (La religieuse)
- 2014: Mea Culpa – Im Auge des Verbrechens (Mea Culpa)
- 2014: Brèves de comptoir
- 2015: Meine goldenen Tage (Nos Arcadies)
- 2015: La dernière leçon
- 2015: Arrêtez-moi là
- 2015–2018: Büro der Legenden (Le Bureau des Légendes, Fernsehserie, 26 Folgen)
- 2016: Parenthèse (Interlude)
- 2016: Die Weissagung (Damoclès, Fernsehfilm)
- 2017: La vie de château
- 2017: Der Maskenmann (Robin, Fernsehfilm)
- 2018: Le poulain
- 2018: Meurtres à... (Fernsehserie, Folge 6x05)
- 2018: Call My Agent! (Dix pour cent, Fernsehserie, Folge 3x05)
- 2019: Monsieur Claude 2 (Qu’est-ce qu’on a encore fait au Bon Dieu?)
- 2019: Le Voyageur (Fernsehserie, Folge 1x01)
- 2019: Persona non grata
- 2019: Meine überirdische Mutter (Si tu vois ma mère, Fernsehfilm)
- 2019: Der Basar des Schicksals (Le Bazar de la Charité, Miniserie, 7 Folgen)
- 2020: De Gaulle
- 2020: Rückkehr in die Bretagne (Paris–Brest, Fernsehfilm)
- 2020: Comment je suis devenu super-héros (How I Became A Superhero)
- 2021: OSS 117 – Liebesgrüße aus Afrika (OSS 117 : Alerte rouge en Afrique noire)
- 2021: Lui
- 2022: Oussekine (Miniserie, 2 Folgen)
- 2022: Die Gewerkschafterin (La Syndicaliste)
- 2022: Der geschenkte Freund (Le nouveau jouet)
- 2022: Freiheit oder Tod (Vaincre ou mourir)